# Dendrobium agrostophylloides
Dendrobium agrostophylloides är en orkidéart som beskrevs av Rudolf Schlechter. Dendrobium agrostophylloides ingår i släktet Dendrobium, och familjen orkidéer. Inga underarter finns listade i Catalogue of Life.